# Louis de Hemptinne
Louis Paul Ghislain de Hemptinne (Gent, 3 augustus 1855 - Oostende, 30 augustus 1913) was een Belgisch volksvertegenwoordiger.

## Levensloop
Louis was een zoon van graaf Charles de Hemptinne, voorzitter van het College van censoren van de Nationale Bank, en van Eugénie Walravens. Hijzelf trouwde in 1887 met Marie Morren (1865-1957). Het echtpaar bleef kinderloos.
Louis de Hemptinne werkte in de textielbedrijven van de familie. In juni 1886 werd hij verkozen tot katholiek volksvertegenwoordiger voor het arrondissement Gent. Hij bleef dit mandaat vervullen tot in 1900.
Hij had een passie voor fotografie en heeft heel wat albums met door hem genomen foto's nagelaten.
Hij schonk een opleidingsschip aan het Koninklijk werk IBIS voor jonge weeskinderen van zeelieden.
De Hemptinne was 'commodore' van de Royal Sailing Club Gent en voorzitter van de Royal Yacht Club Oostende.
Louis de Hemptinne werd vaak als 'graaf' of 'baron' genoemd. In feite was hij 'jonkheer', de familiale grafelijke titel behoorde aan zijn oudere broer. Op het Franstalige overlijdensbericht stond dan ook gewoon 'Monsieur', niet eens 'Messire'.